# Campionati Internazionali di Sicilia 1992
I Campionati Internazionali di Sicilia 1992 sono stati un torneo di tennis giocato sulla terra rossa. È stata la 13ª edizione dei Campionati Internazionali di Sicilia, che fanno parte della categoria World Series nell'ambito dell'ATP Tour 1992. Si sono giocati a Palermo in Italia, dal 28 settembre al 4 ottobre 1992.

## Campioni

### Singolare
Sergi Bruguera ha battuto in finale  Emilio Sánchez con il punteggio di 6–1, 6–3

### Doppio
Johan Donar /  Ola Jonsson hanno battuto in finale  Horacio de la Peña /  Vojtěch Flégl con il punteggio di 5–7, 6–3, 6–4